# Buddhizmus Argentínában
A buddhizmus Argentínában kisebbségi vallásnak számít, ahol a többségében keresztény lakosság mellett a magukat buddhistának vallók aránya mintegy 0,1%. A célzott felmérések hiányában pontos számokat mondani nem lehet, azonban egy 2015-ös becslés szerint mintegy 30 000 fő gyakorolja aktívan a buddhizmust.Az ázsiai eredetű világvallást a 20. század elejétől figyelték érdeklődéssel az intellektuálisabb körökben, majd az 1980-as évektől a hétköznapi emberek részére is elérhetővé vált Argentínában, ahol jelenleg több mint 80 buddhista központ működik.

## Története
A 20. század elején a Nyugaton elindult keleti filozófiákkal kapcsolatos érdeklődés megjelenésével és a Teozófiai Társulat megalakulásával akadémikus körökbe jutott el először a buddhizmus Argentínában is. Az argentin tudományos körök Kelet iránt érdeklődő legismertebb képviselői José Ingenieros, Leopoldo Lugones, Alfredo Palacios, és Joaquín V. González voltak. 1940-től azonban az intézmény érdeklődése lecsökkent. A buddhizmus iránti érdeklődést ezután olyan külföldi szerzők könyvei keltették fel újra, mint D.T. Suzuki, Alan Watts vagy Hubert Benoit. Szakai Kazuja  japán kalligráfus tartotta Argentínában az első előadást a buddhizmusról 1955-ben a fővárosi Nemzeti könyvtárban. Az eseményt Jorge Luis Borges beszéde nyitotta meg. Húsz évvel később maga Borges tartott beszédet a buddhizmusról a Teatro Coliseo-ban. Közben az újonnan megjelenő és elterjedő műveknek is köszönhetően az argentin lakosság körében ismertté váltak az olyan kifejezések, mint újjászületés, karma, meditáció, stb. Argentínában a buddhizmus elterjedéséhez jelentősen hozzájárult Samuel Wolpin, Carmen Dragonetti és Fernando Tola, akik spanyol nyelvű fordításaikkal és egyéb tudományos publikációikkal könnyebben eljutottak az argentin lakossághoz. Kínai bevándorlók építették Argentína első kínai templomát 1986-ban, amelyet követően a koreai bevándorlók szintén megalapították a saját templomukat. Ezután sorra jelentek meg a különböző buddhista irányzatok intézményei, így a mahájána (főleg a japán zen, és kínai csan) , a vadzsrajána (a tibeti buddhizmus iskolái), illetve a théraváda (főleg vipasszaná mozgalom) irányzatból. 
A 20. század végén és az új évezredben egyre több neves buddhista mester látogatott el Argentínába. A 14. dalai láma négy alkalommal járt Argentínában, 1992-ben, 1999-ben, 2006-ban és 2011-ben. Az első alkalommal az argentin államfővel, Carlos Menemmel, 2006-ban és 2011-ben a Nobel-békedíjas Adolfo Pérez Esquivel emberjogi aktivistával találkozott.